# Terne čercheňa
Terne čercheňa (česky Mladé hvězdy) je taneční soutěž pro romské děti z Moravy a Slezska, kterou od roku 2003 každoročně pořádá Dům dětí a mládeže Hranice v Hranicích na Moravě. Soutěží se ve dvou kategoriích, a to v klasickém a moderním tanci. Zakladatelem taneční soutěže je Mgr. Robert Sutorý.[zdroj⁠?!]